# Йоанис Доксакис
Йоанис Доксакис или Доксоянис (на гръцки: Ιωάννης Δοξάκης- Δοξογιάννης) е гръцки революционер, деец на Гръцката въоръжена пропаганда в Македония от началото на XX век.

## Биография
Йоанис Доксакис е роден в Принес на остров Крит. Присъединява се към гръцката пропаганда в Македония. Оглавява чета от 98 души в Западна Македония под върховното командване на Георгиос Цондос. Заловен и затворен в Битоля. След Младотурската революция в 1908 година е амнистиран.